# IC (televisieserie)
IC (Intensive Care) is een Nederlandse dramaserie die zich afspeelt in een ziekenhuis. De serie is geruime tijd door RTL 4 uitgezonden, daarna door RTL 5. Van IC zijn in totaal 39 afleveringen gemaakt, verdeeld over drie seizoenen (2002, 2004, 2006). RTL heeft aangekondigd geen nieuwe afleveringen van de serie te maken.

## Verhaal
IC speelt zich af in het Aletta Jacobs Ziekenhuis op de afdeling Intensive Care. Artsen en verplegers worden hier geconfronteerd met zieke of verwonde patiënten die vaak door een ongeluk of misdrijf op de afdeling terecht zijn gekomen. De sfeer op de afdeling is niet altijd goed: de artsen en verplegers hebben vaak verdeelde meningen over de behandeling van een patiënt, proberen beter te zijn dan collega's en staan voor veel dilemma's. Toch is de onderlinge band goed te noemen en komen de IC collega's altijd voor elkaar op als er buitenstaanders betrokken zijn bij een interne discussie.

## Rolverdeling
Vaste acteurs:
- Mark Rietman - Thijs Vermaas, hoofd intensive care (2002-2006)
- Irma Hartog - Patty Vermeulen, intensivist (2002-2006)
- Hymke de Vries - Marilene Vreeswijk, intensivist in opleiding (2002-2006)
- Jeroen van Koningsbrugge - Harry Peeters, verpleegkundige (2002-2006)
- Terence Schreurs - Carmen Schipper, verpleegkundige in opleiding (2002)
- Nyncke Beekhuyzen - Linda Ramirez, verpleegkundige in opleiding (2004-2006)

Terugkerende gastrollen:
- Beau van Erven Dorens - Dr. Eddie Bannenberg, pneumoloog (2002-2006)
- Edward Stelder - Dr. Dirk Vliersma, gynaecoloog (2002-2006)
- Hans Kesting - Dr. Albert Kooimans, cardioloog (2002-2006)
- Martin Schwab - Dr. Altena (2002-2004)
- Tine Joustra - Dr. Karen Bodecker, neuroloog (2004, 2006)
- Hannah van der Sande - Iris Mulder, verpleegkundige (2004)
- Han Kerckhoffs - Bob Cohen, dokter (2006)
- Gaston van Erven - Bent Pauwels, hoofd ziekenhuis (2002-2006)
- Peter Bolhuis - Richard Klok, rechercheur (2002-2006)
- Khaldoun Elmecky - Menno, jurist ic (2002-2006)
- Marian Mudder - Anna Vermaas, vrouw van Thijs (2004, 2006)